# Rokas Jokubaitis
Rokas Jokubaitis, né le 19 novembre 2000, à Mažeikiai, en Lituanie, est un joueur lituanien de basket-ball. Il évolue au poste de meneur au Bayern Munich.

## Biographie
Rokas Jokubaitis est le fils d'Aivaras Jokubaitis (lt), un joueur professionnel de basket-ball né en 1974.
En juillet 2017, Jokubaitis, alors âgé de 16 ans, participe à la Coupe du monde des 19 ans et moins avec l'équipe de Lituanie. Il finit 4e meilleur passeur de la compétition.
En janvier 2018, les frères LiAngelo et LaMelo Ball participent à une rencontre contre l'équipe espoir du Žalgiris. De nombreux journalistes américains sont présents pour suivre les deux joueurs mais Jokubaitis leur vole la vedette en marquant 31 points.
Il joue son premier match en première division le 5 mai 2018 contre le BC Pieno žvaigždės.
Il est nommé meilleur espoir de la saison 2018-2019 dans le championnat de Lituanie et le 14 juin 2019, il s'engage pour trois ans avec le Žalgiris.
Lors de la saison 2020-2021, Jokubaitis remporte le championnat de Lituanie et est élu meilleur espoir du championnat.
En juillet 2021, Jokubaitis quitte le Žalgiris et s'engage pour 4 saisons avec le FC Barcelone, entraîné par Šarūnas Jasikevičius, ancien entraîneur du Žalgiris.
Il est drafté par le Thunder d'Oklahoma City qui l'envoie aux Knicks de New York.
En mai 2022, Jokubaitis est élu meilleur espoir de l'Euroligue.
À l'issue de la saison 2021-2022 du championnat d'Espagne, Jokubaitis est élu dans la meilleure équipe des espoirs avec Žiga Samar, Joel Parra, Jaime Pradilla et Khalifa Diop.
Le 24 juillet 2024, il signe un contrat de trois saisons avec le Maccabi Tel-Aviv, club israélien évoluant en Euroligue.
Il quitte néanmoins le Maccabi au bout d'une saison et signe avec le Bayern Munich jusqu'en 2028.

## Palmarès
- Vainqueur de la Coupe de Lituanie 2020
- Champion de Lituanie 2019, 2020, 2021
- Vainqueur de la Coupe du Roi 2022
- Champion d'Espagne en 2023